# Sid Meier's Pirates! (jeu vidéo, 2004)
Sid Meier's Pirates! est le remake de Sid Meier's Pirates! développé par Firaxis et édité par Atari Inc. en novembre 2004.
Le jeu est en tous points identique à la première version de 1987, mis à part le graphisme (en 3D) qui a été complètement remanié.
On y a enlevé l'effet éblouissant du soleil, qui gênait le joueur et n'ajoutait que très peu d'attrait au jeu. Une séquence de jeu, celle du cours de danse, y a été rajoutée ; elle fait aussi appel, comme celles des combats à l'épée, à la coordination des mouvements.
Une version Microsoft Xbox a été réalisée le 11 juillet 2005.
Une version Playstation Portable a été réalisée le 9 mars 2007.

## Déroulement du jeu

### Histoire
Le jeu commence par une cinématique racontant les origines du héros, avant son arrivée dans la piraterie. Le héros en question n'est alors qu'un jeune garçon dont la famille est endettée auprès du marquis Montalban depuis des années. Cette dette semble pourtant toucher à sa fin puisqu'un soir, le grand-père, l'oncle, la tante et la sœur du jeune garçon festoient tous ensemble autour d'un banquet pour fêter la fin de leur redevance. La flotte familiale a en effet pu amasser suffisamment de richesses venues d'outre-mer sur ces dernières années. Il est prévu que les navires arrivent demain, avec à leur bord tout ce qui permettra de rembourser la dette échue. Mais alors que la fête bat son plein, le marquis Montalban en personne, escorté par plusieurs soldats, fait irruption dans la demeure. À la surprise générale, il annonce que la flotte s'est perdue en mer : par conséquent, les dettes que la famille avait contractées auprès du marquis ne pourront pas être remboursées. Montalban décide de confisquer les biens de la maisonnée, et annonce la mise en esclavage de chacun des membres de la famille. En colère, le jeune héros décide de ne pas se laisser emprisonner et parvient à prendre la fuite - assistant de loin, en toute impuissance, à l'emprisonnement de sa famille.
Dix ans plus tard, le jeune garçon est devenu un jeune homme en quête d'aventures. Désireux de retrouver sa famille et de restaurer sa fortune perdue, il s'enrôle à bord d'un navire faisant voile vers les Caraïbes. Malheureusement, la traversée n'est pas sans épreuves. Le capitaine du navire, tyrannique et cruel, met à mal l'équipage. Épuisés par un travail sans fin, une partie des marins décident de se mutiner. Menés par le héros, les rebelles parviennent à prendre le contrôle du navire et à se débarrasser du tyran. Nommé nouveau capitaine du navire, le jeune héros se retrouve à la tête d'une quarantaine d'hommes. Tous partagent comme lui le désir ardent de mener une vie remplie d'aventures. Pour le jeune homme, l'objectif est simple : partir à la recherche de la fortune, mais aussi d'une famille à secourir et d'une vengeance à réaliser.
La cinématique prend fin et laisse ensuite au joueur la possibilité d'effectuer les actions de son choix pour les 20 prochaines années à venir. Plusieurs époques sont disponibles : par défaut, le joueur commencera alors son aventure le 1er janvier 1660.

### Gameplay
Voir la version Sid Meier's Pirates! de 1987.

## Accueil
| Sid Meier's Pirates!  |      |       |
| Média                 | Pays | Notes |
| GameSpot              | US   | 92 %  |
| IGN                   | US   | 92 %  |
| Compilations de notes |      |       |
| Metacritic            | US   | 88 %  |